# Pallanuoto Pescara
El Pallanuoto Pescara es un club italiano de waterpolo con sede en la ciudad de Pescara.

## Historia
El club fue creado en los años 50 en la ciudad de Pescara y originariamente se llamó Pescara Nuoto.
Entre los deportistas destacados en sus filas contó con la presencia de Manuel Estiarte de 1986 a 1989 y de 1992 a 1999.

## Palmarés
- 3 veces campeón del campeonato de Italia de waterpolo masculino (1987, 1997 y 1998)
- 5 veces campeón de la copa de Italia de waterpolo masculino (1985, 1986, 1989, 1992 y 1998)
- 1 vez campeón de la copa de Europa de waterpolo masculino (1988)[2]
- 3 veces campeón de la recopa de Europa de waterpolo masculino (1994, 1993 y 1990)
- 2 veces campeón de la supercopa de Europa de waterpolo masculino (1988 y 1993)
- 1 vez campeón de la copa LEN de waterpolo masculino (1996)